# Aguas Blancas (Granada)
Aguas Blancas es una localidad y pedanía española perteneciente al municipio de Dúdar, en la provincia de Granada, comunidad autónoma de Andalucía. Está situada en la parte centro-este de la comarca de la Vega de Granada. Cerca de esta localidad se encuentran los núcleos de Dúdar capital, Pinos Genil, Cenes de la Vega y Quéntar.
Aguas Blancas está en una de las estribaciones de Sierra Nevada, entre el río Genil y el río Aguas Blancas —un afluente del primero—, en la zona umbría de la ladera norte, rodeada de castaños. El núcleo es principalmente residencial, del que parten y cruzan diversos senderos en este lugar de la sierra.

## Demografía
Según el Instituto Nacional de Estadística de España, en el año 2022 Aguas Blancas contaba con 128 habitantes censados, lo que representa el 36,06% de la población total del municipio.

### Evolución de la población
| Gráfica de evolución demográfica de Aguas Blancas entre 2012 y 2022 |
|                                                                     |
| Datos según el nomenclátor publicado por el INE.                    |

## Comunicaciones

### Carreteras
La principal vía de comunicación que transcurre junto a esta localidad es:
| Identificador | Denominación     | Itinerario           |
| ------------- | ---------------- | -------------------- |
| GR-3201       | De A-4026 a A-92 | Pinos Genil - Lopera |

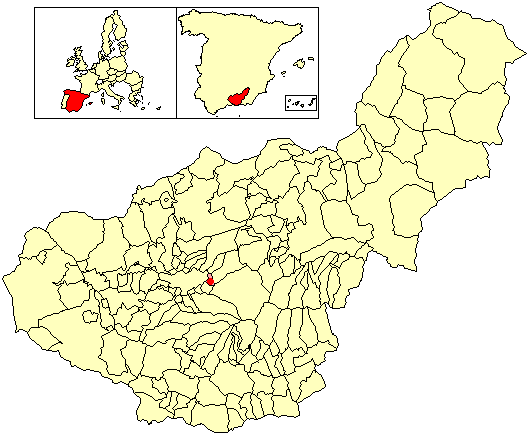
Situación de Aguas Blancas respecto al término municipal de Dúdar, en la provincia de Granada.

Algunas distancias entre Aguas Blancas y otras ciudades:
| Ciudades | Distancia (km) |
| -------- | -------------- |
| Dúdar    | 1              |
| Granada  | 11             |
| Jaén     | 108            |
| Almería  | 147            |
| Murcia   | 267            |